# Catch me if you can (Tangerine Dream)
Catch me if you can is een studioalbum van Tangerine Dream. Het album bevat de filmmuziek behorende bij de gelijknamige film uit 1989.

## Musici
- Edgar Froese, Paul Haslinger – synthesizers, elektronica

## Muziek
| Nr. | Titel                     | Duur |
| --- | ------------------------- | ---- |
| 1.  | Dylan’s future            | 4:42 |
| 2.  | Sad Melissa               | 2:07 |
| 3.  | Fast Eddie’s car          | 1:28 |
| 4.  | Back to the race          | 2:15 |
| 5.  | Melissa asks Dylan out    | 1:14 |
| 6.  | Dylan alone at home       | 3:32 |
| 7.  | Melissa needs help        | 1:01 |
| 8.  | The kiss                  | 0:59 |
| 9.  | Racing montage            | 3:40 |
| 10. | The clock is ticking      | 2:13 |
| 11. | Widow maker               | 1:41 |
| 12. | Dylan’s dream             | 1:25 |
| 13. | Taking the test           | 1:27 |
| 14. | Back to the race again    | 2:28 |
| 15. | One more chance           | 2:25 |
| 16. | Melissa’s challenge       | 1:25 |
| 17. | Widow maker race          | 2:43 |
| 18. | Dylan’s triumph           | 4:17 |
| 19. | Catch me if you can theme | 1:45 |